# Lịch sử những vụ người ngoài hành tinh bắt cóc
Lịch sử những vụ người ngoài hành tinh bắt cóc mô tả khẳng định hoặc tuyên bố rằng mọi người đã trải qua vụ bắt cóc của người ngoài hành tinh. Những tuyên bố như vậy đã trở nên nổi tiếng trên toàn thế giới vào những năm 1950 và 1960, nhưng một số nhà nghiên cứu cho rằng những câu chuyện về vụ bắt cóc có thể bắt nguồn từ nhiều thập kỷ trước đó. Những câu chuyện bắt cóc như vậy đã được nghiên cứu bởi các nhà điều tra tin rằng các tài khoản mô tả sự tương tác thực tế, theo nghĩa đen với các thực thể không phải con người hoặc ngoài Trái Đất. Những người khác đã điều tra các tuyên bố bị người ngoài hành tinh bắt cóc từ góc độ hoài nghi hơn, lập luận rằng chúng có thể được hiểu tốt nhất là biểu hiện của văn hóa dân gian hoặc các hiện tượng tâm lý khác nhau.

## Những vụ bắt cóc điển hình
Trong khi những "vụ người ngoài hành tinh bắt cóc" không thu hút được sự chú ý rộng rãi cho đến tận thập niên 1960, nhiều câu chuyện tương tự được biết là đã lan truyền qua nhiều thập kỷ trước đó. Những câu chuyện giống như vụ bắt cóc ban đầu này từng được nhà nghiên cứu UFO Jerome Clark gọi là "vụ bắt cóc cổ điển". Bài viết gồm hai phần này ( và ) lưu ý đến nhiều vụ bắt cóc cổ điển, một số vụ được trình báo trước khi xảy ra trường hợp Antônio Vilas Boas năm 1957 thu hút được nhiều sự chú ý, hoặc thậm chí trước cả bản báo cáo UFO do phi công Kenneth Arnold, người đầu tiên tạo ra sự quan tâm rộng rãi đến UFO, tuyên bố vào năm 1947:
- Ít nhất một trường hợp cố gắng bắt cóc theo như báo cáo liên quan đến khinh khí cầu bí ẩn vào cuối thế kỷ 19. Lời kể của Đại tá H. G. Shaw được đăng trên tờ Daily Mail ở Stockton, California năm 1897: Shaw khai rằng ông và một người bạn đã bị sự quấy rầy từ ba sinh vật hình người cao lớn, mảnh khảnh có cơ thể được bao phủ bởi một lớp lông tơ mịn. Những sinh vật này định xông vào bắt cóc Shaw và bạn của ông nhưng bị họ chống trả lại.[2]
- Trong cuốn sách New Lands (1923), nhà văn người Mỹ Charles Fort suy đoán rằng những sinh vật ngoài Trái Đất có thể đã bắt cóc con người: "Người ta cho rằng nếu phi thuyền ngoài hành tinh đôi khi đến gần hành tinh này, sau đó chèo thuyền đi, các phi hành gia trên mặt đất có thể đã thỉnh thoảng rời khỏi Trái Đất này, hoặc có thể đã bị bắt giữ và mang đi khỏi hành tinh này".[3]
- Trường hợp của Fred Reagan năm 1951 đã được tờ Flying Saucer Review công khai vào cuối thập niên 1960 dựa trên các mẩu tin tức từ năm 1952. Reagan tuyên bố đã lái chiếc máy bay nhỏ của mình và bị UFO đâm trúng; toán phi công UFO (giống như thân cây măng tây bằng kim loại) đã xin lỗi và cố gắng chữa bệnh ung thư cho Reagan. Reagan được cho là đã chết vì chứng rối loạn não không lâu sau cuộc chạm trán với UFO.[4][nguồn không đáng tin?]
- Năm 1954, tờ Paris Match đã đem in một câu chuyện được cho là xảy ra vào năm 1921, lúc nhà văn ẩn danh còn là một đứa trẻ. Người viết khẳng định đã bị hai "kẻ lạ mặt" cao lớn đội mũ bảo hiểm và mặc "bộ đồ lặn" tóm cổ, đưa cậu bé đến một "chiếc xe tăng có hình thù kỳ lạ" trước khi được thả ra. Rogerson gọi câu chuyện này là "báo cáo về những người sống sót sau vụ bắt cóc được biết đến sớm nhất".[5]
- Một bức thư năm 1958 gửi cho NICAP khẳng định rằng hai binh sĩ Lục quân Mỹ đã chứng kiến hai ngọn đèn đỏ sáng gần căn cứ của họ. Những người lính này có một cảm giác phân ly kỳ lạ, và thấy mình ở một địa điểm mới mà không nhớ gì về cách họ đến đó cả.
- Rogerson viết rằng việc xuất bản cuốn Flying Saucers Uncensored (1955) của Harold T. Wilkins tuyên bố rằng hai người tiếp xúc UFO (Karl Hunrath và Wilbur Wilkinson) đã biến mất trong một hoàn cảnh bí ẩn; Wilkins kể lại suy đoán rằng bộ đôi này là nạn nhân của "vụ bắt cóc khả nghi bằng đĩa bay".[5]
- Cái gọi là Bí ẩn Shaver của những năm 1940 cũng có một số điểm tương đồng với những câu chuyện kể về vụ bắt cóc sau này, với những sinh vật nham hiểm được cho là bắt cóc và tra tấn con người. Rogerson viết rằng John Robinson (một người bạn của nhà UFO học Jim Moseley) đã xuất hiện vào năm 1957 trên chương trình phát thanh qua đêm nổi tiếng của John Nebel để kể về "một câu chuyện bắt cóc đáng sợ, nếu không muốn nói là rất hợp lý" liên quan đến Bí ẩn Shaver: Robinson tuyên bố rằng một người bạn của anh ta đã bị chủng loài Deros quỷ quái giam giữ bên dưới lòng đất, và là nạn nhân của một loại điều khiển tâm trí thông qua "tai nghe" nhỏ; Rogerson viết rằng "trong câu chuyện khó có thể xảy ra này, lần đầu tiên chúng ta bắt gặp những thiết bị cấy ghép ... và những mặt hàng chủ lực khác của những kẻ bắt cóc".[5]
- Những câu chuyện được cho là có thật về vụ bắt cóc bởi người ngoài hành tinh ít nhất đã có từ giữa thập niên 1950, với trường hợp của Antônio Vilas Boas (không nhận được nhiều sự chú ý cho đến vài năm sau đó).[6] Vụ bắt cóc Antonio Villas Boas ở Brasil (1957) và và vụ bắt cóc nhà Hill ở Mỹ (1961) là những trường hợp UFO bắt cóc đầu tiên thu hút được sự chú ý rộng rãi.[7]
- Mặc dù hai trường hợp này đôi khi được coi là tường thuật về vụ bắt cóc sớm nhất, Peter Rogerson, người hoài nghi lập luận rằng khẳng định này là không chính xác: vụ bắt cóc Hill và Boas, ông cho rằng, chỉ là những vụ bắt cóc "kinh điển" đầu tiên, thiết lập một khuôn mẫu mà những người bị bắt cóc sau này và các nhà nghiên cứu sẽ tinh chỉnh, nhưng hiếm khi đi chệch hướng. Ngoài ra, Rogerson lưu ý rằng các vụ bắt cóc có mục đích đã được trích dẫn cùng thời điểm ít nhất là vào đầu năm 1954, và rằng "sự phát triển của các câu chuyện về vụ bắt cóc là một vấn đề phức tạp hơn nhiều so với những gì chúng ta tin rằng lịch sử chính thức 'hoàn toàn không được chuẩn bị trước".[5]

## Những vụ bắt cóc sau này
Nhà tâm lý học của Đại học Wyoming tên là R. Leo Sprinkle bắt đầu quan tâm đến hiện tượng bắt cóc vào thập niên 1960. Trong một số năm, ông có lẽ là học giả duy nhất dành thời gian vào việc tìm hiểu hoặc nghiên cứu những tài liệu bắt cóc. Sprinkle bị thuyết phục về tính thực tế của hiện tượng này và có lẽ là người đầu tiên đề xuất mối liên hệ giữa các vụ bắt cóc và hành vi cắt xẻo gia súc. Cuối cùng thì Sprinkle cũng tin rằng mình đã bị người ngoài hành tinh bắt cóc khi còn trẻ đến nỗi ông bị buộc thôi việc vào năm 1989.
Budd Hopkins – một họa sĩ và nhà điêu khắc chuyên nghiệp – đã quan tâm đến UFO trong suốt một thời gian dài. Vào thập niên 1970, ông bắt đầu quan tâm đến các báo cáo về vụ người ngoài hành tinh bắt cóc và bắt tay vào việc sử dụng thuật thôi miên để trích xuất chi tiết về các sự kiện được ghi nhớ lờ mờ. Hopkins nhanh chóng trở thành người đi đầu trong tiểu văn hóa của những kẻ bị bắt cóc đang dần phát triển. Thập niên 1980 đã mang lại một mức độ quan tâm lớn cho chủ đề này. Các tác phẩm của Budd Hopkins, Whitley Strieber, David M. Jacobs và John E. Mack đã trình bày việc người ngoài hành tinh bắt cóc là một hiện tượng có thật.
Với Hopkins, Jacobs và Mack, một số thay đổi đã xảy ra trong bản chất của các câu chuyện về người ngoài hành tinh bắt cóc. Đã có những báo cáo về vụ bắt cóc trước đó (vụ nhà Hill được biết đến nhiều nhất), nhưng chúng được cho là rất ít và cách xa nhau, và nhận thấy khá ít sự chú ý từ UFO học (và thậm chí còn ít được các chuyên gia hoặc học giả chính thống chú ý hơn). Jacobs và Hopkins lập luận rằng hiện tượng người ngoài hành tinh bắt cóc phổ biến hơn nhiều so với nghi ngờ trước đó; họ ước tính rằng hàng chục nghìn (hoặc nhiều hơn) người Bắc Mỹ đã bị những sinh vật không giải thích được bắt đi.

### John E. Mack và hiện tượng bắt cóc
Matheson viết rằng "nếu bằng cấp của Jacobs là ấn tượng" thì bằng cấp của nhà tâm thần học  Harvard John E. Mack có vẻ "hoàn hảo" khi so sánh. Mack lập luận rằng hiện tượng bắt cóc có thể là khởi đầu của một sự thay đổi mô hình lớn trong ý thức con người, hoặc "một đòn thứ tư giáng vào chủ nghĩa vị kỷ tập thể của chúng ta, sau những đòn của Copernicus, Darwin và Freud" Tháng 6 năm 1992, Mack và nhà vật lý David E. Pritchard đã tổ chức một hội nghị kéo dài 5 ngày tại MIT để bàn thảo và tranh luận về hiện tượng này.

### David Icke và thuyết âm mưu toàn cầu
Nhà lý thuyết âm mưu người Anh David Icke đã đề xuất hai giả thuyết liên quan đến hiện tượng người ngoài hành tinh bắt cóc: những vụ bắt cóc có liên quan chặt chẽ với thí nghiệm di truyền quân sự do người ngoài hành tinh tiến hành cùng với quân đội Trái Đất; do đó những vụ bắt cóc này chỉ là một phần của một âm mưu rộng lớn hơn. Icke tin rằng giới Tinh hoa Toàn cầu (Global Elite) kiểm soát thế giới bằng cách sử dụng cái mà ông gọi là "kim tự tháp thao túng" bao gồm tập hợp cấu trúc phân cấp liên quan đến ngân hàng, doanh nghiệp, quân đội, giáo dục, truyền thông, tôn giáo, công ty dược phẩm, cơ quan tình báo và tội phạm có tổ chức. Ở trên cùng của kim tự tháp là cái mà Icke gọi là "Cai Ngục" (Prison Warders), tức là thực thể không phải con người. Ông viết rằng: "Một cấu trúc hình kim tự tháp của con người đã được tạo ra dưới ảnh hưởng và thiết kế của Cai Ngục ngoài hành tinh và chủ nhân chung của họ mang tên Ý thức Lucifer (Luciferic Consciousness). Họ nắm quyền kiểm soát nhóm người trên đỉnh kim tự tháp mà Icke gọi là nhóm Tinh hoa Toàn cầu".
Năm 1999, Icke có chấp bút và xuất bản cuốn sách nhan đề The Biggest Secret: The Book that Will Change the World (tạm dịch: Bí mật lớn nhất: Cuốn sách sẽ thay đổi Thế giới), trong đó ông gợi ý rằng Trái Đất là một nhà tù sở thú do người ngoài hành tinh tạo ra và xác định toán cai ngục ngoài Trái Đất thuộc chủng loài bò sát đến từ chòm sao Draco. Họ đi thẳng đứng và có diện mạo giống con người, không chỉ sống trên các hành tinh mà họ đến mà còn cư ngụ trong các hang động và đường hầm dưới lòng đất. Chủng tộc này đã lai tạo với con người giúp tạo ra chủng loài "con lai" thuộc quyền "sở hữu" của phe bò sát thuần chủng.